# Thelypteris calypso
Thelypteris calypso là một loài thực vật có mạch trong họ Thelypteridaceae. Loài này được L.D. Gómez miêu tả khoa học đầu tiên năm 1976.